# Katharina Rutschky
Katharina Rutschky (geboren als Katharina Vier, * 25. Januar 1941 in Berlin; † 14. Januar 2010 ebenda) war eine deutsche Publizistin und Essayistin. Sie prägte den Begriff Schwarze Pädagogik.

## Leben
Katharina Rutschkys Vater war  Schlosser, später Techniker bei AEG, ihre Mutter war Hausfrau. Ihre Familie war sozialdemokratisch geprägt, Rutschky selbst wurde 2009 Mitglied der SPD. Ihre erste Schulzeit verbrachte sie in Kniebis bei Freudenstadt. Als Zehnjährige zog sie mit ihrer Familie 1951 nach Kassel, wo sie im Alter von 15 Jahren Mitglied der Sozialistischen Jugend Deutschlands – Die Falken wurde und 1960 das Abitur machte.
An der Universität Göttingen und an der FU Berlin studierte sie Germanistik und Geschichtswissenschaft, nach dem Staatsexamen Soziologie und Pädagogik. Zu Beginn ihres Studiums 1960 wurde sie Mitglied des Berliner SDS.
Bekannt wurde sie 1977 durch ihre Herausgeberschaft einer Quellensammlung zur Pädagogik des 18. und 19. Jahrhunderts, der sie den prägnanten Titel Schwarze Pädagogik gab. Das Buch entstand aus ihrem in den 1960er Jahren begonnenen, aber nie vollendeten Dissertationsprojekt Die Konstruktion des bürgerlichen Sozialcharakters bei Jean-Jacques Rousseau. Ihre Polemik Erregte Aufklärung. Kindesmissbrauch: Fakten und Fiktionen (1992) eröffnete eine heftige Auseinandersetzung über den feministischen Umgang mit dem Thema des sexuellen Missbrauchs von Kindern, eine Kontroverse, die unter dem Schlagwort Missbrauch mit dem Missbrauch bekannt wurde. 2001 veröffentlichte sie ein Buch über Hundehaltung in der Stadt (Der Stadthund. Von Menschen an der Leine).
Seit 1971 war sie mit dem Schriftsteller Michael Rutschky verheiratet. Das Paar wohnte seit 1984 in Berlin-Kreuzberg. Es war der Mittelpunkt eines Intellektuellenkreises.
Rutschky litt unter schweren Depressionen. Sie starb 2010 an Krebs. Ihr Nachlass befindet sich im Literaturarchiv der Akademie der Künste.

## Wirkung
Am 30. Mai 1999 erhielt Rutschky den Heinrich-Mann-Preis für Essayistik. Sie sei „eine der wichtigsten Nachkriegsessayistinnen gewesen“, urteilte Jan Feddersen. Ihr Verhältnis zum Feminismus beschrieb sie einmal mit den beiden Sätzen: „Ist Feministin in Italien, wohin sie seit zehn Jahren reist, um sich bei den Philosophinnen der Gruppe Diotima in Verona weiterzubilden und inspirieren zu lassen. Ist Antifeministin in Deutschland, weil hier das Niveau des Feminismus politisch und intellektuell über das private von Alice Schwarzer nicht hinausgekommen ist.“ Mit Alice Schwarzer stand sie auf Kriegsfuß, was auf Gegenseitigkeit beruhte.
Rutschky war eine entschiedene Verteidigerin der 68er-Generation, der sie angehörte. Von der Interpretation der 68er-Bewegung durch Wolfgang Kraushaar und Götz Aly grenzte sie sich ab.
Ina Hartwig beschrieb Rutschky in ihrem Nachruf als „klassische Intellektuelle […]. Als Frau war sie ein Intelligenzwesen, der Aufklärung verpflichtet und daher vor allem: Mensch.“ Alan Posener würdigte in seinem Nachruf in der Welt ihren „offenherzigen, selbstironischen Witz“ und ihre „Unabhängigkeit und Furchtlosigkeit“. „Berühmt und berüchtigt“ habe sie vor allem ihre Feminismuskritik gemacht, doch sei sie nie zur „Renegatin“ der 1968er geworden.

## Veröffentlichungen (Auswahl)
Werke
- Schwarze Pädagogik. Quellen zur Naturgeschichte der bürgerlichen Erziehung. Herausgegeben und eingeleitet von Katharina Rutschky. Ullstein, Frankfurt am Main/Berlin/Wien 1977, ISBN 978-3-548-03318-1 (8. Aufl. Ullstein, München 2001, ISBN 3-548-35670-2).
- Erregte Aufklärung. Kindesmissbrauch: Fakten & Fiktionen. Klein, Hamburg 1992, ISBN 3-922930-05-0.
- Emma und ihre Schwestern. Ausflüge in den real existierenden Feminismus. Hanser, München/Wien 1999, ISBN 3-446-18766-9.
- Der Stadthund: von Menschen an der Leine. Rowohlt, Reinbek 2001, ISBN 3-498-05758-8.
- Deutsche Kinder-Chronik: Wunsch- und Schreckensbilder aus vier Jahrhunderten. Parkland, Köln 2003, ISBN 3-89340-042-7.
- Im Gegenteil. Politisch unkorrekte Ansichten über Frauen. Mit einem Vorwort von Ina Hartwig. Klaus Wagenbach, Berlin 2011, ISBN 978-3-8031-2675-7.

Herausgeberin
- Margarete Freudenthal: Gestaltwandel der städtischen, bürgerlichen und proletarischen Hauswirtschaft zwischen 1760 und 1910. Mit einem Vorwort von Katharina Rutschky. Ullstein, Frankfurt am Main / Berlin 1986, ISBN 978-3-548-35246-6.
- Mit Reinhart Wolff: Handbuch Sexueller Mißbrauch. Klein, Hamburg 1994 (Rowohlt Taschenbuch 1999, ISBN 978-3-89521-021-1).
- Peter de Mendelssohn: Fertig mit Berlin? Roman. Hrsg. und mit einem Nachwort versehen von Katharina Rutschky. Elfenbein Verlag, Berlin 2002, ISBN 978-3-932245-50-3.